# Hernando de Luque
Hernando de Luque (Olvera, Espanha, ???? - Cidade do Panamá, Panamá, 1532) foi um padre espanhol do século XVI que esteve ao lado de Francisco Pizarro durante a conquista do Império Inca.
Em 1514, Luque chegou ao Novo Mundo em uma expedição realizada por Pedro Arias Dávila com destino ao Panamá. Durante a expedição ele conheceu Francisco Pizarro. Em 1525, Luque financiou uma expedição conjunta realizada por Pizarro e Diego de Almagro para o Peru em busca de ouro e prata.
Após a bem-sucedida conquista do território Inca, ele acabou sendo nomeado bispo da cidade de Tumbes, Peru, e "protetor dos índios", em 1529.
Hernando de Luque morreu em 1532 na Cidade do Panamá.